# 남자가 사랑할 때 (2013년 드라마)
《남자가 사랑할 때》는 2013년 4월 3일부터 2013년 6월 6일까지 방영된 문화방송 수목 미니시리즈이다. 조폭 출신이자 대부업체 대표인 한태상과 그에게 후원을 받은 어린 여자 서미도, 그리고 후원을 받은 또 다른 남자 이재희, 조폭 보스의 전 연인 백성주, 네 남녀의 위험하고 치명적인 사랑을 그린 드라마이다.

## 등장 인물

### 주요 인물
- 송승헌 : 한태상 역. 이 드라마의 남자 주인공
- 신세경 : 서미도 역. 이 드라마의 여자 주인공
- 채정안 : 백성주 역. 이 드라마의 서브 여자 주인공
- 연우진 : 이재희 역 (아역 윤찬영). 이 드라마의 서브 남자 주인공

### 태상의 주변 인물
- 김서경 : 로이장 (한태민) 역. 태상의 동생
- 조재룡 : 윤동구 역. 태상의 조직원
- 정영숙 : 윤홍자 역. 태상의 어머니
- ? : 구료사키쥰 역. 태상의 비서

### 미도의 주변 인물
- 임재범 : 서미준 역. 미도의 동생
- 박진영 : 똘이 역. 미준의 친구
- 강신일 : 서경욱 역. 미도의 아버지
- 오영실 : 최선애 역. 미도의 어머니

### 성주의 주변 인물
- 이창훈 : 구용갑 역

### 재희의 주변 인물
- 김성오 : 이창희 역. 재희의 형. 태상의 오른팔

### 그 외 인물
- 이승형 : 배춘삼 역
- 연민지 : 진송연 역
- 박민지 : 은애 역
- 남경읍 : 장지명 회장 역

### 특별출연
- 이성민 : 김대광 역. 태상의 전 보스
- 이상은 : 켈리 조 역. 미도의 멘토
- 김선웅[2] : 전 한태상 부하 1 역. (1회)
- 김성종 : 전 한태상 부하 2 역. (1회)
- 최성환 : 전 한태상 부하 4 역. (1회)

## 일본판 성우진
- 사카구치 슈헤이: 한태상(송승헌)
- 키노시타 사야카: 서미도(신세경)
- 코모토 케이스케: 이재희(연우진)

## 시청률
최저 시청률과 최고 시청률은 시청률 조사회사와 지역별로 시청률에 차이가 있을 수 있습니다.
| 2013년      | 2013년      | 2013년         | 2013년       | 2013년         | 2013년       |
| 회차        | 방송일      | TNmS 시청률    | TNmS 시청률  | AGB 시청률     | AGB 시청률   |
| 회차        | 방송일      | 대한민국(전국) | 서울(수도권) | 대한민국(전국) | 서울(수도권) |
| ----------- | ----------- | -------------- | ------------ | -------------- | ------------ |
| 제1회       | 4월 3일     | 7.3%           | 7.8%         | 6.6%           | 7.6%         |
| 제2회       | 4월 4일     | 10.8%          | 12.1%        | 10.1%          | 11.0%        |
| 제3회       | 4월 10일    | 9.3%           | 10.3%        | 11.4%          | 13.1%        |
| 제4회       | 4월 11일    | 11.6%          | 13.0%        | 12.1%          | 13.5%        |
| 제5회       | 4월 17일    | 11.1%          | 12.7%        | 11.4%          | 12.0%        |
| 제6회       | 4월 18일    | 10.2%          | 12.1%        | 11.3%          | 12.3%        |
| 제7회       | 4월 24일    | 9.9%           | 11.8%        | 10.5%          | 11.7%        |
| 제8회       | 4월 25일    | 9.7%           | 12.0%        | 10.2%          | 11.3%        |
| 제9회       | 5월 1일     | 9.9%           | 11.7%        | 9.5%           | 10.6%        |
| 제10회      | 5월 2일     | 9.7%           | 12.0%        | 10.8%          | 12.5%        |
| 제11회      | 5월 8일     | 9.3%           | 10.8%        | 8.9%           | 10.1%        |
| 제12회      | 5월 9일     | 9.0%           | 10.0%        | 9.0%           | 9.9%         |
| 제13회      | 5월 15일    | 9.0%           | 10.7%        | 9.1%           | 10.0%        |
| 제14회      | 5월 16일    | 9.7%           | 11.1%        | 10.3%          | 12.1%        |
| 제15회      | 5월 22일    | 10.1%          | 12.0%        | 11.4%          | 12.6%        |
| 제16회      | 5월 23일    | 9.8%           | 11.2%        | 11.2%          | 12.5%        |
| 제17회      | 5월 29일    | 10.9%          | 13.5%        | 10.6%          | 11.8%        |
| 제18회      | 5월 30일    | 10.5%          | 12.0%        | 9.9%           | 10.2%        |
| 제19회      | 6월 5일     | 9.8%           | 11.7%        | 11.1%          | 11.7%        |
| 제20회      | 6월 6일     | 9.7%           | 11.9%        | 12.1%          | 13.3%        |
| 평균 시청률 | 평균 시청률 | 9.9%           | 11.5%        | 10.4%          | 11.5%        |

## 사운드 트랙

### Part.1
| #            | 제목                       | 가수         | 재생 시간 |
| ------------ | -------------------------- | ------------ | --------- |
| 1.           | 〈사랑학개론〉             | 백아연       | 3:50      |
| 2.           | 〈사랑학개론 (Inst.)〉     | 백아연       | 3:50      |
| 3.           | 〈사랑학개론 (Chorus MR)〉 | 백아연       | 3:50      |
| 총 재생 시간 | 총 재생 시간               | 총 재생 시간 | 11:30     |

### Part.2
| #            | 제목                         | 가수         | 재생 시간 |
| ------------ | ---------------------------- | ------------ | --------- |
| 1.           | 〈첫 번째 단추〉             | 정동하       | 3:58      |
| 2.           | 〈첫 번째 단추 (Inst.)〉     | 정동하       | 3:58      |
| 3.           | 〈첫 번째 단추 (Chorus MR)〉 | 정동하       | 3:58      |
| 총 재생 시간 | 총 재생 시간                 | 총 재생 시간 | 11:54     |

### Part.3
| #            | 제목                   | 가수         | 재생 시간 |
| ------------ | ---------------------- | ------------ | --------- |
| 1.           | 〈제자리〉             | 화요비       | 4:17      |
| 2.           | 〈제자리 (Inst.)〉     | 화요비       | 4:17      |
| 3.           | 〈제자리 (Chorus MR)〉 | 화요비       | 4:17      |
| 총 재생 시간 | 총 재생 시간           | 총 재생 시간 | 12:51     |

### Part.4
| #            | 제목                     | 가수           | 재생 시간 |
| ------------ | ------------------------ | -------------- | --------- |
| 1.           | 〈Bye Bye Love〉         | 비스트, 비투비 | 4:16      |
| 2.           | 〈Bye Bye Love (Inst.)〉 | 비스트, 비투비 | 4:16      |
| 총 재생 시간 | 총 재생 시간             | 총 재생 시간   | 8:32      |

### Part.5
| #            | 제목                 | 가수         | 재생 시간 |
| ------------ | -------------------- | ------------ | --------- |
| 1.           | 〈비밀노트〉         | 제아         | 4:12      |
| 2.           | 〈비밀노트 (Inst.)〉 | 제아         | 4:12      |
| 총 재생 시간 | 총 재생 시간         | 총 재생 시간 | 8:24      |

### Part.6
| #            | 제목                       | 가수                      | 재생 시간 |
| ------------ | -------------------------- | ------------------------- | --------- |
| 1.           | 〈이별이 오나 봐〉         | 성훈 (브라운 아이드 소울) | 4:16      |
| 2.           | 〈이별이 오나 봐 (Inst.)〉 | 성훈                      | 4:16      |
| 총 재생 시간 | 총 재생 시간               | 총 재생 시간              | 8:32      |

### Part.7
| #            | 제목                 | 가수         | 재생 시간 |
| ------------ | -------------------- | ------------ | --------- |
| 1.           | 〈Don't Go〉         | 피아         | 4:11      |
| 2.           | 〈Don't Go (Inst.)〉 | 피아         | 4:11      |
| 총 재생 시간 | 총 재생 시간         | 총 재생 시간 | 8:22      |

## 동시간대 드라마
- KBS 수목드라마

《아이리스 2》 : 2013년 2월 13일 ~ 2013년 4월 18일
《천명: 조선판 도망자 이야기》 : 2013년 4월 24일 ~ 2013년 6월 27일
- SBS 드라마 스페셜

《그 겨울, 바람이 분다》 : 2013년 2월 13일 ~ 2013년 4월 3일
《내 연애의 모든 것》 : 2013년 4월 4일 ~ 2013년 5월 29일
《사건번호 113》 : 2013년 5월 30일
《너의 목소리가 들려》 : 2013년 6월 5일 ~ 2013년 8월 1일

## 수상
- 2013년 MBC 연기대상 미니시리즈 부문 여자 우수 연기상 신세경